# Agadir

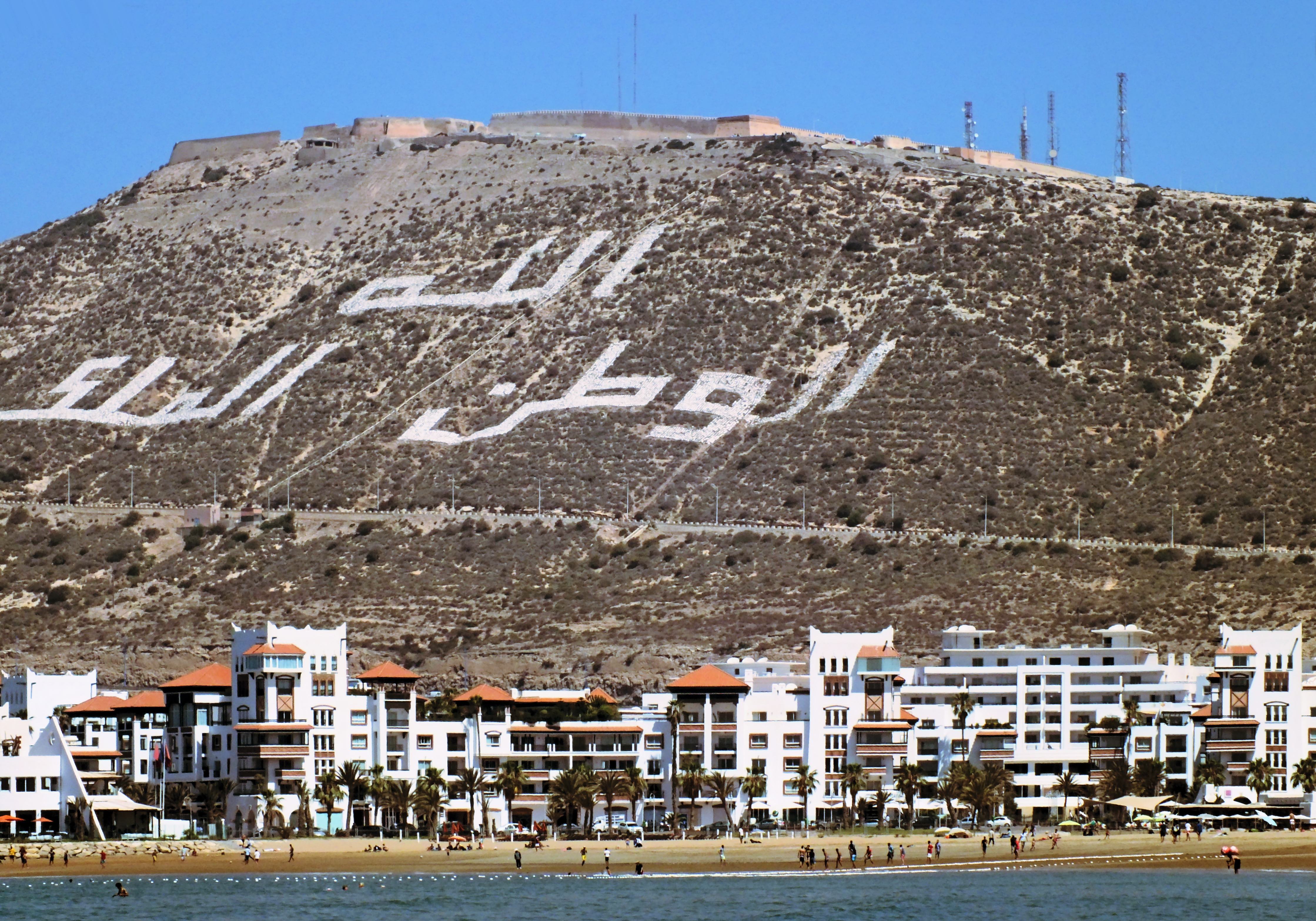
Widok na agadirską kasbę

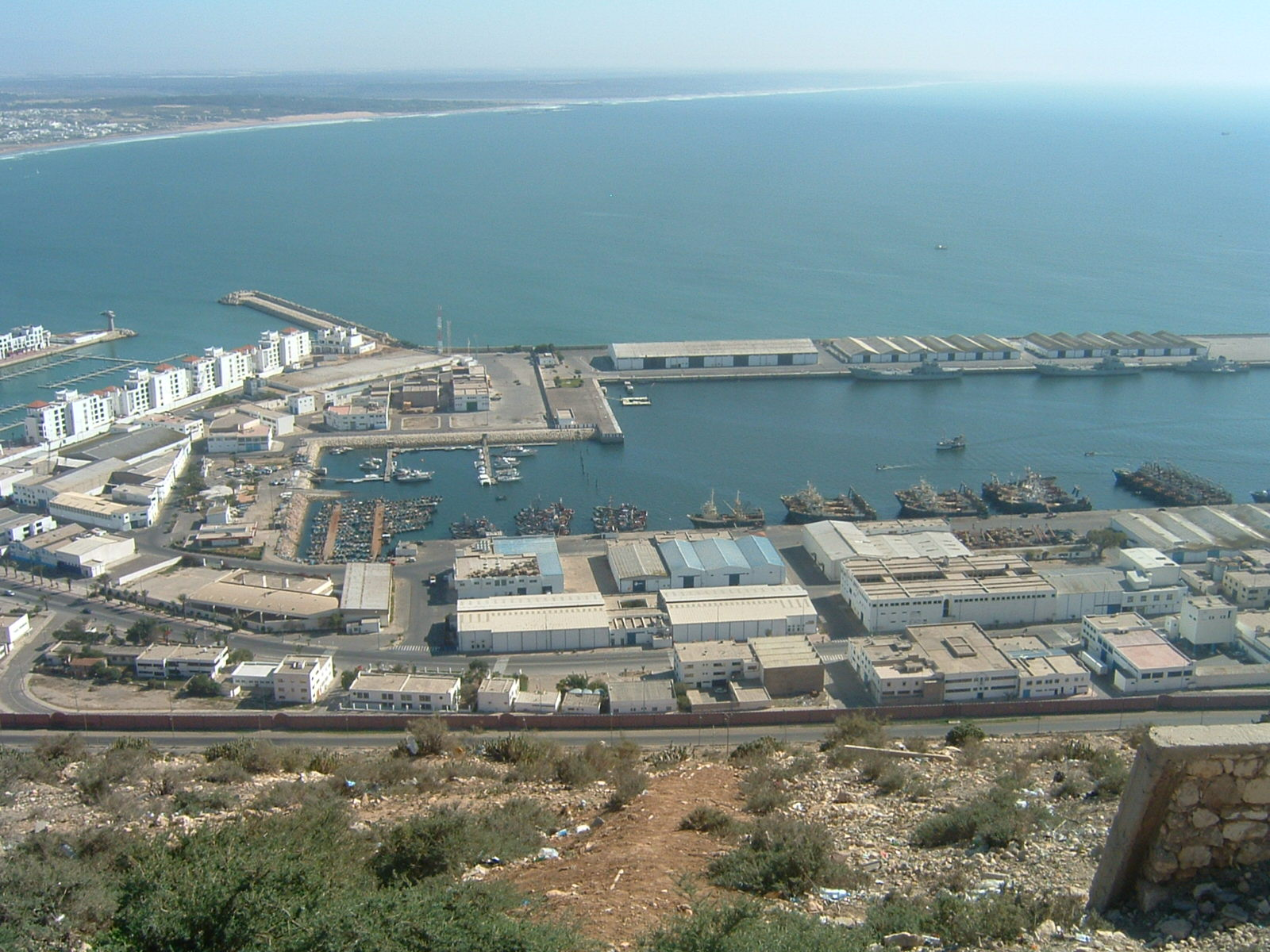
Widok z kasby na port w Agadirze

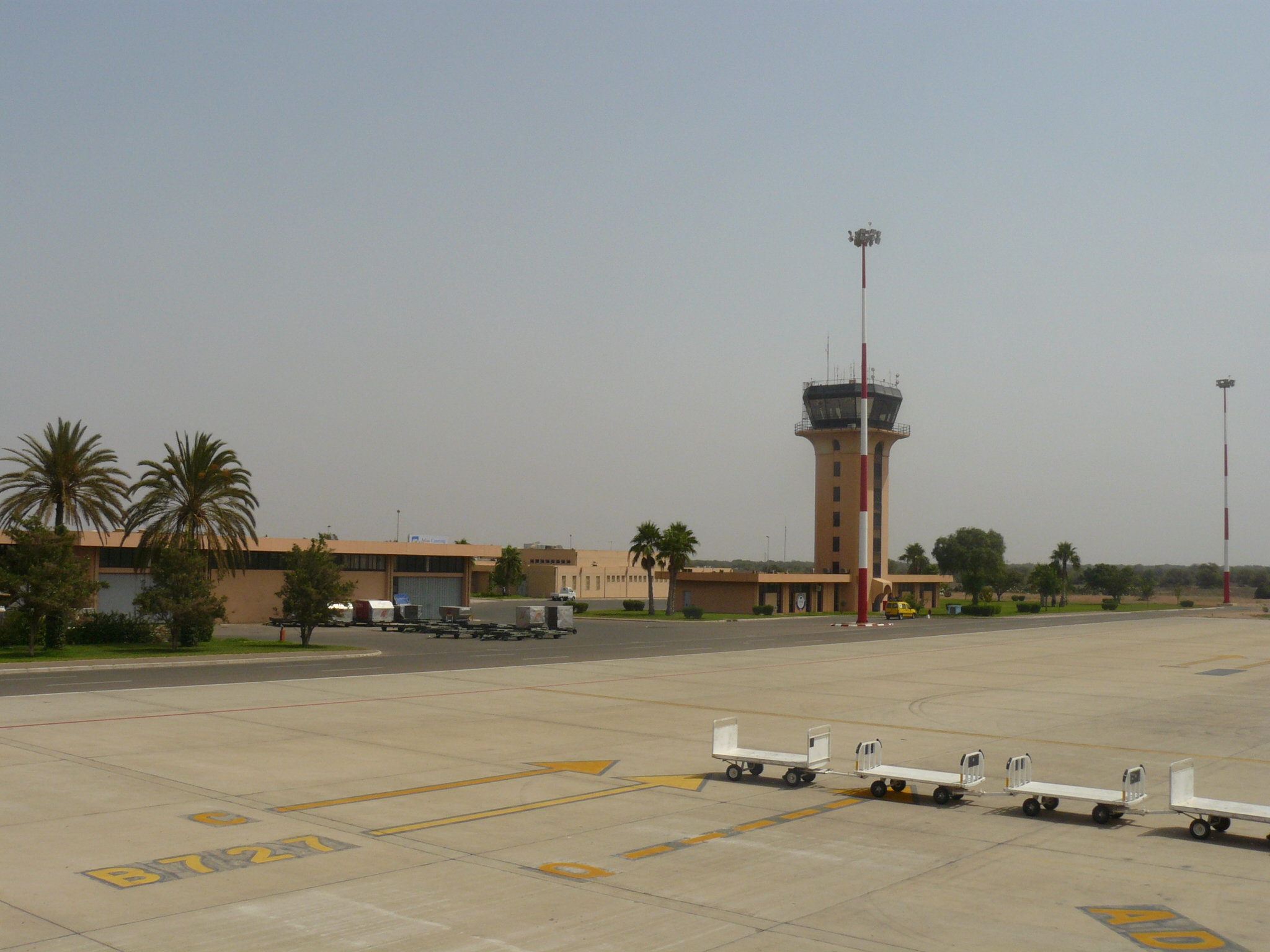
Lotnisko w Agadirze

Agadir (arab. اكادير, Akādīr; berb. ⴰⴳⴰⴷⵉⵔ, Agadir) – miasto w południowym Maroku, port nad Oceanem Atlantyckim, siedziba regionu Sus-Massa. W 2024 roku liczyło ok. 505 tys. mieszkańców. W mieście rozwinął się przemysł rybny, drzewny oraz cementowy. Międzynarodowy port lotniczy, 10 kilometrów piaszczystych plaż oraz średnio 300 słonecznych dni w roku sprawia, że Agadir jest najpopularniejszą nadmorską miejscowością wypoczynkową w Maroku.

## Historia
Pierwszą osadą, która znajdowała się nad Atlantykiem u ujścia rzeki Wadi Sus, była wspomniana przez Herodota fenicka kolonia Thymiaterium. Współczesne miasto założyli w XV wieku Portugalczycy. W kolejnym stuleciu Agadir został zajęty przez wojska marokańskiej dynastii Sadytów. Nastąpił wówczas gwałtowny rozkwit miasta, chociaż jego znaczenie przyćmiewały porty As-Suwajra i Al-Dżadida. Po II kryzysie marokańskim, w 1911 roku miasto było blokowane przez Niemców. W 1913 miasto znalazło się pod panowaniem francuskim. W roku 1914 po wybudowaniu portu miasto bardzo szybko się rozwijało, gdyż przeładowywano tu eksploatowane w głębi kraju zasoby naturalne. W latach 50. XX wieku miasto znalazło się w niepodległym Maroku. Nocą 29 lutego 1960 roku, w ciągu 15 sekund, zostało prawie doszczętnie zniszczone przez trzęsienie ziemi. Zginęło wtedy około 15 tysięcy osób, a 20 tysięcy straciło dach nad głową. Miasto trzeba było praktycznie w całości odbudować, dlatego też nie ma ono typowo marokańskiego charakteru.

## Medyna
Po trzęsieniu ziemi w 1960 roku, Agadir został pozbawiony swojej medyny. Od 1970 roku znany włoski dekorator Coco Polizzi, pasjonat tradycyjnego budownictwa, marzył o jej odbudowaniu w jak najbardziej autentyczny sposób. Pierwszy kamień węgielny położono dopiero w 1992 roku. Medyna zajmuje cztery i pół hektara i zbudowana jest z kamienia, ziemi i drewna, pochodzących z okolicznych regionów. Prace nad ukończeniem tej części miasta nadal trwają. Docelowo (poza budowlami z kamienia) mają tu powstać ogrody botaniczne i sztuczne jezioro.

## Kasba
Ruiny cytadeli pochodzącej z XVI w., widoczne na dominującym nad pn. krańcem zatoki agadirskiej wzgórzu stanowią jedyny zachowany zabytek miasta. Po trzęsieniu ziemi z 1960 roku mury zostały częściowo zrekonstruowane, jednak otaczają jedynie pusty plac – zabudowa wewnętrzna uległa całkowitemu zniszczeniu. Na zboczu wzgórza umieszczono ogromny, podświetlany nocą napis arabski brzmiący w tłumaczeniu „Bóg, ojczyzna, król”. Podobny, pochodzący z XVIII w. napis zachował się nad bramą twierdzy.
Pierwszą twierdzę zbudowali Portugalczycy jako niewielki fort Santa Cruz de Cap de Gué w początku XVI w., twierdzę rozbudowali królowie marokańscy po roku 1540.

## Hotele
W Agadirze jest najwięcej hoteli spośród marokańskich kurortów. Większość skupia się przy bulwarze Muhammada V, biegnącym równolegle do plaży.

## Lotnisko
Międzynarodowy port lotniczy Agadir-Al Massira jest oddalony od miasta o 22 kilometry. Obok lotniska nie znajdują się żadne hotele.

## Sport
Najpopularniejszymi obiektami sportowymi w Agadirze są dwa pola golfowe. Miejscowe kluby jeździeckie oferują przejażdżki konne, a biura turystyczne organizują wyprawy jachtami i pojazdami terenowymi. Okolice Agadiru są także chętnie odwiedzane przez surferów i kitesurferów.

## Klimat
| Miesiąc                                                                                 | Sty  | Lut  | Mar  | Kwi  | Maj  | Cze  | Lip  | Sie  | Wrz  | Paź  | Lis  | Gru  | Roczna |
| --------------------------------------------------------------------------------------- | ---- | ---- | ---- | ---- | ---- | ---- | ---- | ---- | ---- | ---- | ---- | ---- | ------ |
| Średnie temperatury w dzień [°C]                                                        | 20,4 | 21,0 | 22,4 | 21,9 | 23,2 | 24,0 | 26,1 | 26,1 | 26,4 | 25,3 | 25,3 | 20,7 | 23,4   |
| Średnie dobowe temperatury [°C]                                                         | 14,1 | 15,2 | 16,7 | 17,0 | 18,7 | 20,2 | 22,0 | 22,2 | 21,9 | 20,3 | 17,9 | 14,6 | 18,4   |
| Średnie temperatury w nocy [°C]                                                         | 7,9  | 9,4  | 10,9 | 12,0 | 14,2 | 16,4 | 18,0 | 18,2 | 17,3 | 15,2 | 12,3 | 8,5  | 13,4   |
| Opady deszczu [mm]                                                                      | 45,5 | 42,4 | 31,1 | 25,9 | 3,5  | 1,1  | 0,1  | 0,2  | 3,0  | 25,8 | 52,6 | 60,7 | 292    |
| Średnia liczba dni z opadami                                                            | 5,4  | 5,6  | 5,1  | 3,7  | 1,4  | 1,3  | 0,2  | 0,4  | 1,6  | 4,1  | 5,3  | 5,3  | 39,4   |
| Średnie usłonecznienie [h]                                                              | 231  | 224  | 270  | 282  | 296  | 269  | 270  | 254  | 242  | 246  | 219  | 229  | 3029   |
| Źródło: Hong Kong Observatory, NOAA (liczba dni z opadami dla wartości 1 mm, 1961-1990) |      |      |      |      |      |      |      |      |      |      |      |      |        |

| Sty  | Lut  | Mar  | Kwi  | Maj  | Cze  | Lip  | Sie  | Wrz  | Paź  | Lis  | Gru  | Rok  |
| ---- | ---- | ---- | ---- | ---- | ---- | ---- | ---- | ---- | ---- | ---- | ---- | ---- |
| 18,3 | 17,5 | 17,6 | 18,0 | 18,5 | 19,6 | 20,2 | 20,7 | 20,7 | 20,6 | 19,3 | 18,3 | 19,1 |

## Miasta partnerskie
- Miami, USA
- Nantes, Francja
- Olhão, Portugalia
- Plewen, Bułgaria